# 더글러스 DC-4

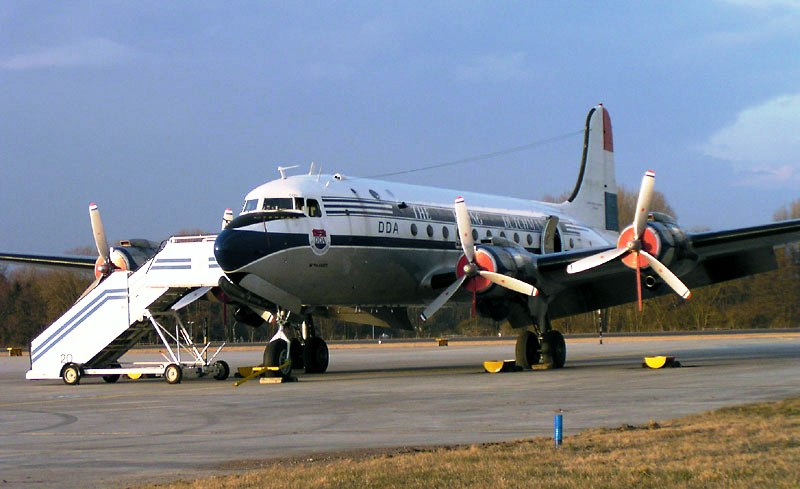
이륙 준비 중인 더글러스 DC-4

더글라스 DC-4(또는 맥도넬더글러스 DC-4, DC-4)는 맥도널 더글러스사에서 제작하고 생산한 여객기다. 1938년에 더글러스 DC-4E로 처음 비행을 하였으며, 이후 항공사들이 구매를 거부하면서 기체를 완전히 재설계해 나온 결과물이 바로 DC-4이다. 주로 2~3천km에서 4천km 이내 근거리, 중거리 비행에 많이 사용하는 항공기이며 4발 프로펠러 여객기이다.
다양한 모델 중에서 대륙간 운송용으로 더글라스 DC-4 스카이 마스터가 출시되었으나, 항속거리가 짧은 관계로 인하여 중간 기착지에서 급유를 받아야 하는 단점이 있다.

## 제원
- 전장: 28.6m
- 전폭: 35.81m
- 전고: 8.38m
- 최대 이륙중량: 33,113kg
- 엔진: 4기
- 최대 속도: 451km
- 최대 항속거리: 4,025km
- 최대 좌석수: 86석 (공식 기록상 44석으로 기재되어 있으나 최대 좌석수가 일부 불분명할 수도 있다)

## 같이 보기
- 더글러스 C-54 스카이마스터